# Zoologisches Museum Hamburg

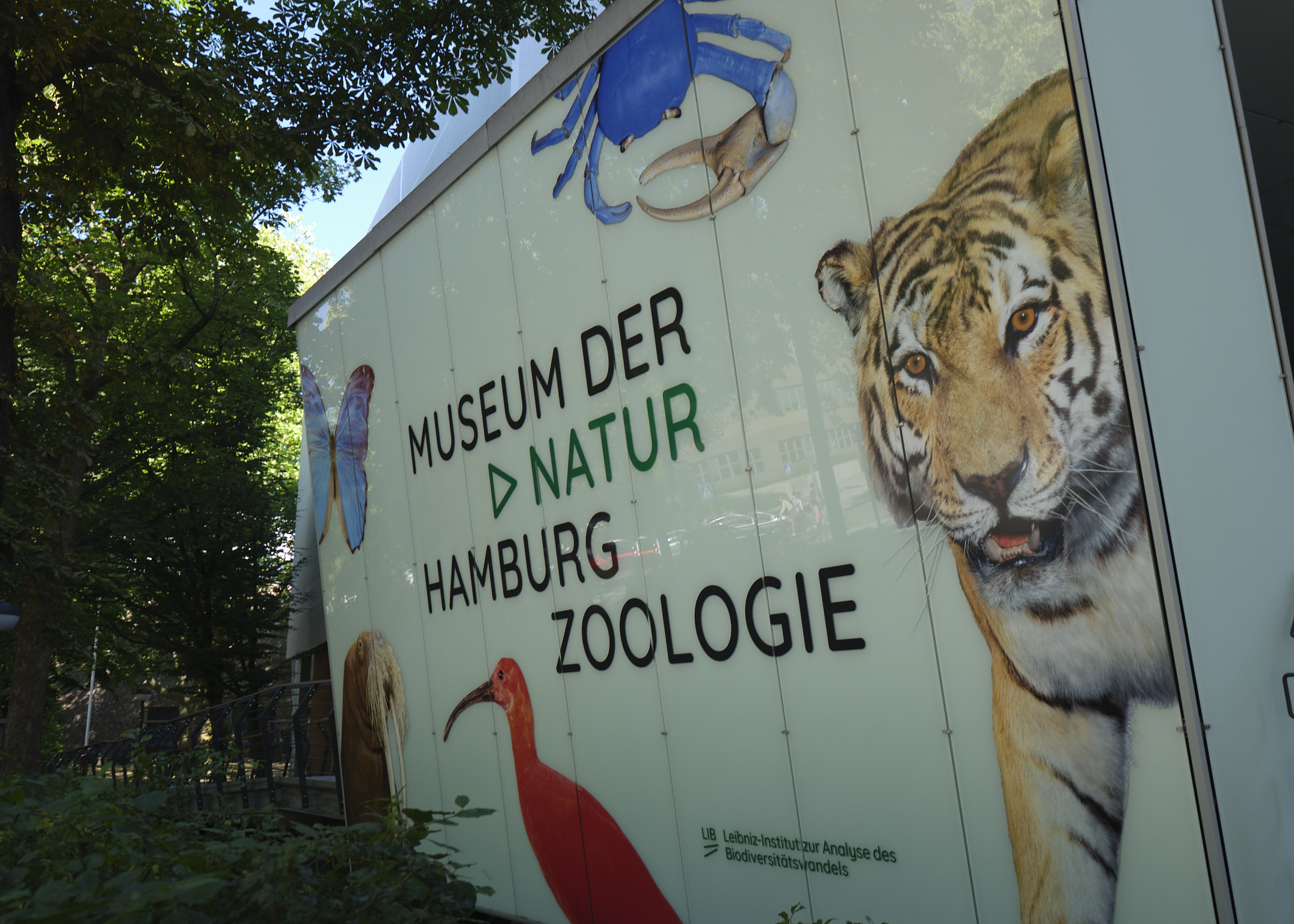
Die Zoologie des Museums der Natur Hamburg

Die Zoologie des Museums der Natur Hamburg, ehemals Zoologisches Museum, ist Teil des Leibniz-Institut zur Analyse des Biodiversitätswandels (LIB) und beheimatet die viertgrößte Sammlung an Tierpräparaten in Deutschland.
Das Museum der Natur Hamburg ist aus dem 1843 gegründeten Naturhistorischen Museum hervorgegangen, dessen Gebäude im Zweiten Weltkrieg zerstört wurde. Zu den ausgestellten Exponaten gehört auch das Walross Antje, das ehemalige Maskottchen des NDR.

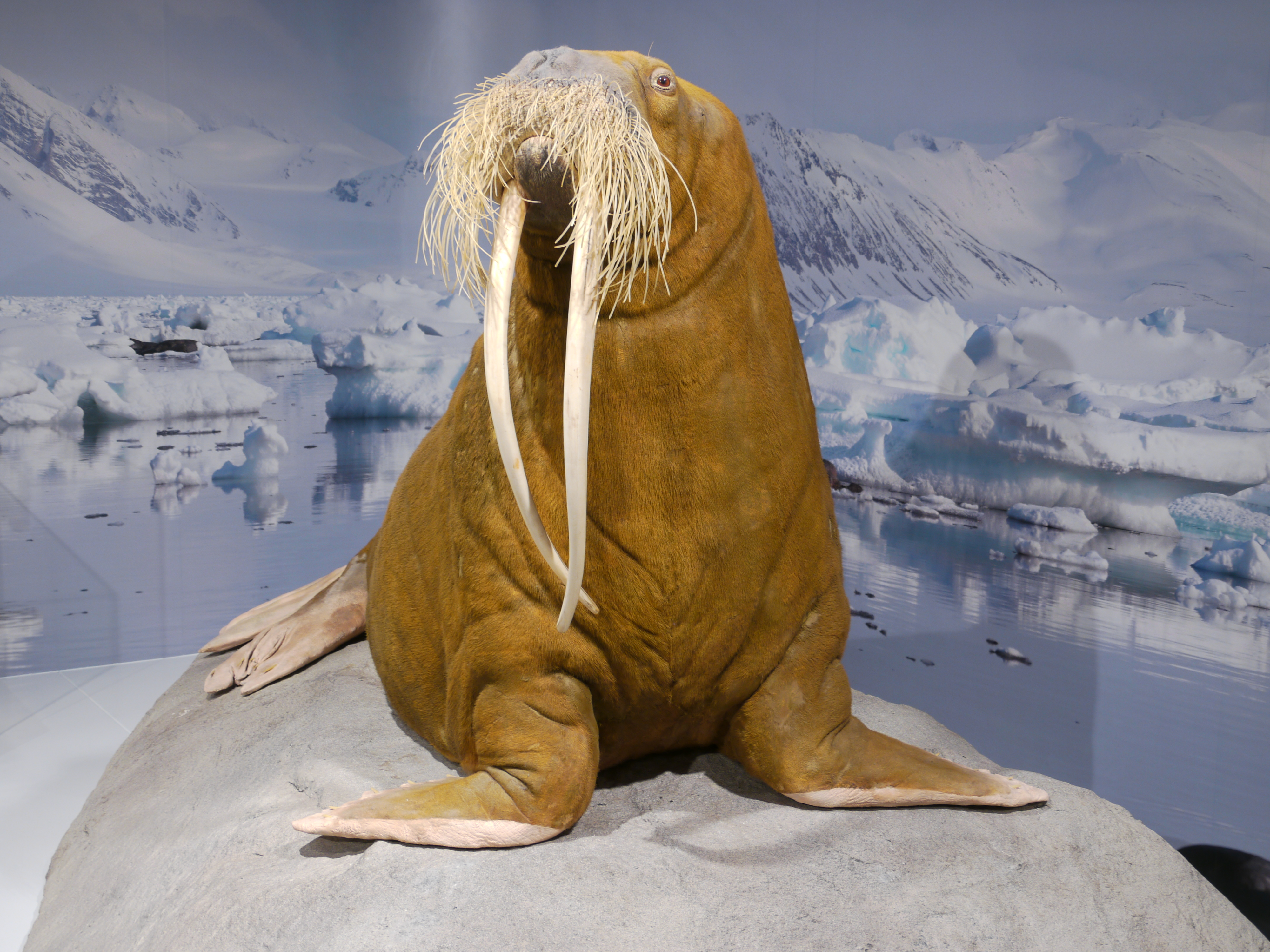
Präparierte Walrossdame „Antje“ im Zoologischen Museum Hamburg

## Sammlungen

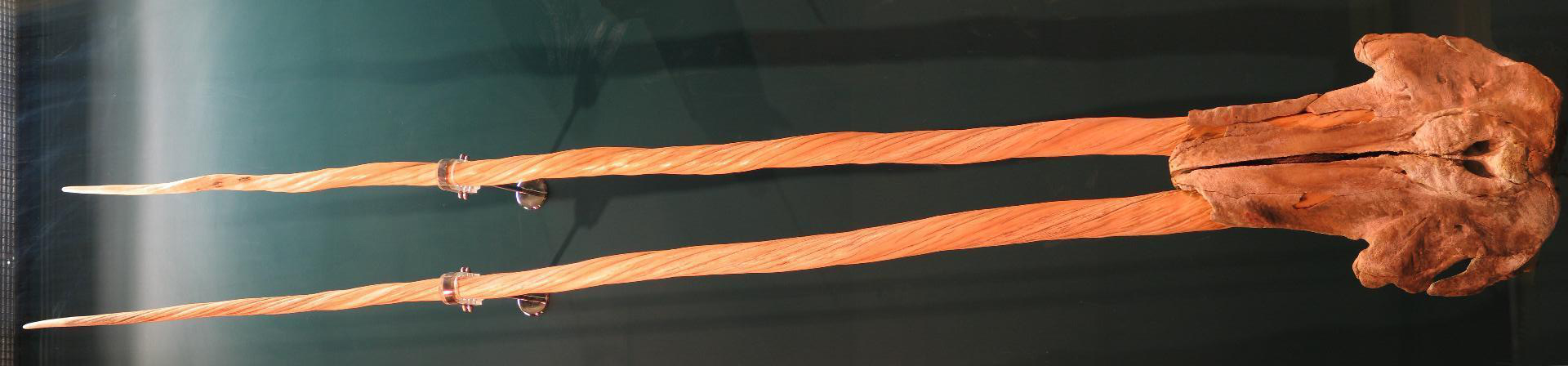
Einzigartiges Exponat eines weiblichen Narwalschädels mit 2 Zähnen von 1684

In den wissenschaftlichen Sammlungen des Museums sind mehr als 10 Millionen Exemplare archiviert:
- Arachnologie[2]
  - Insgesamt etwa 1.200.000 Sammlungsobjekte.
- Crustacea[3]
  - Insgesamt etwa 850.000 Sammlungsobjekte.
- Entomologie[4]
  - Insgesamt etwa fünf Millionen Sammlungsobjekte.
  - In der Sammlung Chelicerata, Myriapoda und Pararthropoda etwa 860.000 Exemplare und 36.000 mikroskopischen Präparate, hauptsächlich Milben.
  - Sammlung Insecta mit mehr als 80.000 Arten (mehr als 3 Millionen Individuen).
- Herpetologie[5]
  - Insgesamt etwa 90.000 Sammlungsobjekte.
  - Mehr als 3.520 Arten.
- Ichthyologie[6]
  - Insgesamt etwa 260.000 Sammlungsobjekte.
  - Mehr als 9.000 Arten.
- Malakologie[7]
  - Insgesamt etwa 1.530.000 Sammlungsobjekte.
  - Mehr als 10.000 Arten und 120.000 Serien.
- Mammalogie[8]
  - Insgesamt etwa 34.000 Sammlungsobjekte.
- Ornithologie[9]
  - Insgesamt etwa 71.000 Sammlungsobjekte.
  - Mehr als 3.500 Vogelarten und 15.000 Eier.
- Wirbellose Tiere[10]
  - Insgesamt etwa 925.000 Sammlungsobjekte.
- Biobank[11]
  - In diesem Spezialarchiv werden alle DNA- und Gewebeprobe aufbewahrt und langfristig verwaltet. Untergebracht ist diese Sammlung in einem Raum mit eigener Kühlung, Spezialausstattung und Kühlzellen verschiedener Formate (−20 °C und −80 °C).

## Geschichte und Zukunft
Der Naturwissenschaftlichen Verein in Hamburg hatte 1843 das erste Naturhistorische Museum in Hamburg aufgebaut. Es wurde von Bürgern der Hansestadt bestückt. Dadurch unterscheidet sich die Hamburger Kollektion von der vieler anderer naturhistorischer Museen, die in der Regel von Aristokraten begründet wurden. Ein sehr altes Exponat ist der Schädel eines Narwals mit zwei Stoßzähnen. Er wurde 1684 von Kapitän und Walfänger Dirk Petersen erlegt.
Nachdem das 1891 erbaute Naturhistorische Museum zu Hamburg im Zweiten Weltkrieg zerstört worden war, wurden die zoologischen Teile der Sammlung, die in nahen U-Bahn-Schächten vor der Zerstörung gerettet werden konnten, zunächst von der Stadt Hamburg als Zoologisches Staatsinstitut in Form eines staatlichen Forschungsinstituts verwaltet. Die wachsende zoologische Sammlung und die Mitarbeiter des Instituts wurden 1969 als Zoologisches Institut in die Universität Hamburg eingegliedert. Nachdem in den 1970ern im Hamburger Stadtteil Rotherbaum ein neues Gebäude für das Institut gefunden wurde, konnte ab 1983 ein Teil der Sammlung auf 2.000 m² als Zoologisches Museum Hamburg erstmalig wieder der Öffentlichkeit präsentiert werden.
Als Schritt zur Schaffung eines einheitlichen Museums für Naturkunde wurde 2014 das „Centrum für Naturkunde“ (CeNak) als organisatorische Zusammenfassung des Zoologischen Museums, des Geologisch-Paläontologischen Museums und des Mineralogischen Museums gegründet. Ziel des CeNaks war bereits zu Beginn die Errichtung eines einheitlichen Naturkundemuseums in Hamburg, das diese drei Forschungsbereiche an einem Standort wieder vereint. Um die Umsetzung eines solchen Großbauprojekts voranzubringen, wurde 2017 die Stiftung Naturkunde Hamburg gegründet. Nachdem das CeNak 2021 mit dem Museum Koenig in Bonn zu einem gemeinsamen Forschungsmuseum fusioniert wurde, wurde es in Museum der Natur Hamburg umbenannt. Das Zoologische Museum trägt seitdem die heutige Bezeichnung.
Der Nachfolgerbau des Naturhistorischen Museums Hamburg mit dem vorläufigen Namen „Evolutioneum“ soll nach aktuellen Plänen von 2022 in Hamburgs HafenCity entstehen.

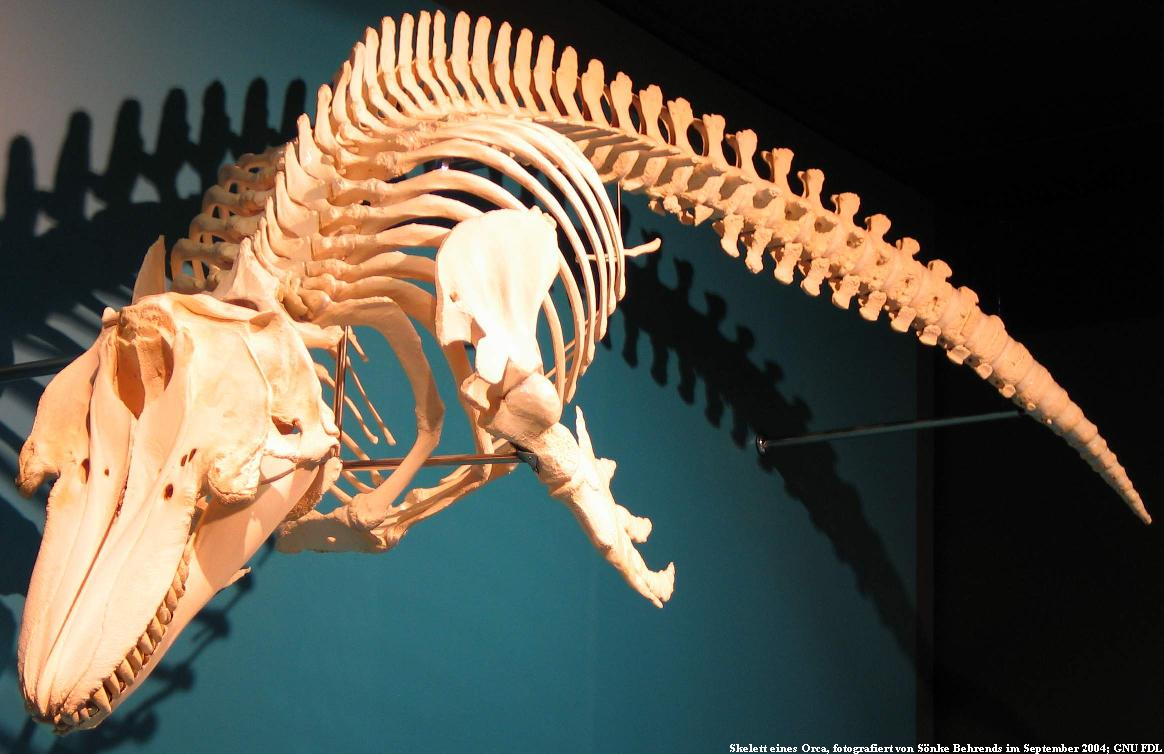
Skelett eines Schwertwales im Zoologischen Museum
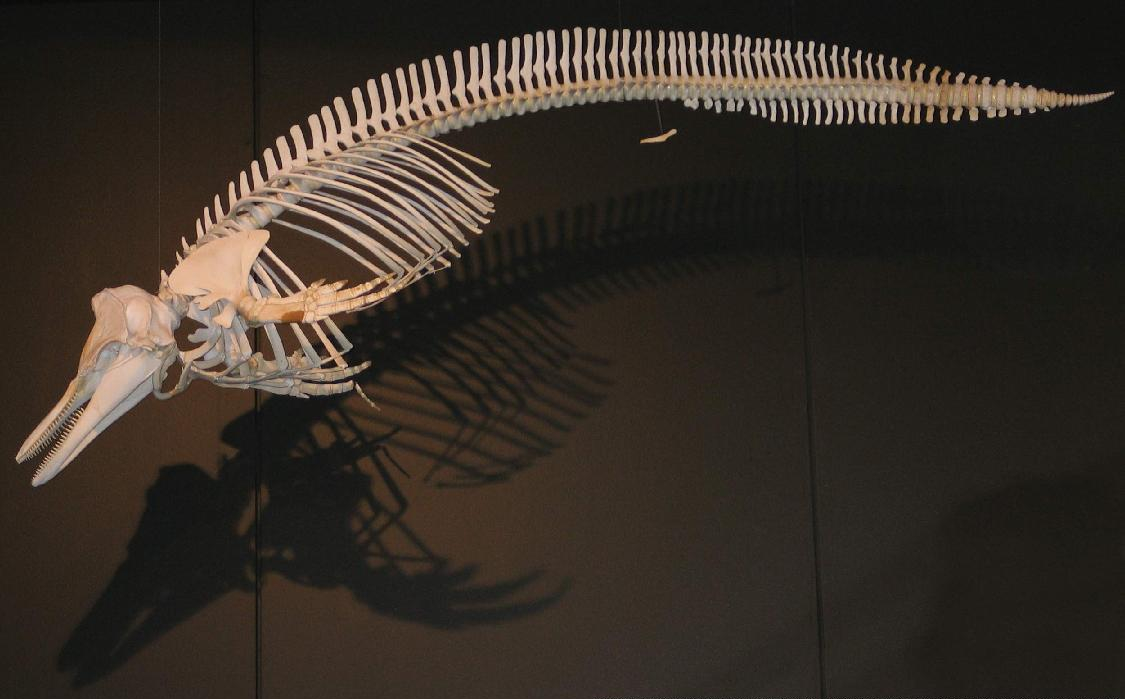
Weißschnauzendelfin
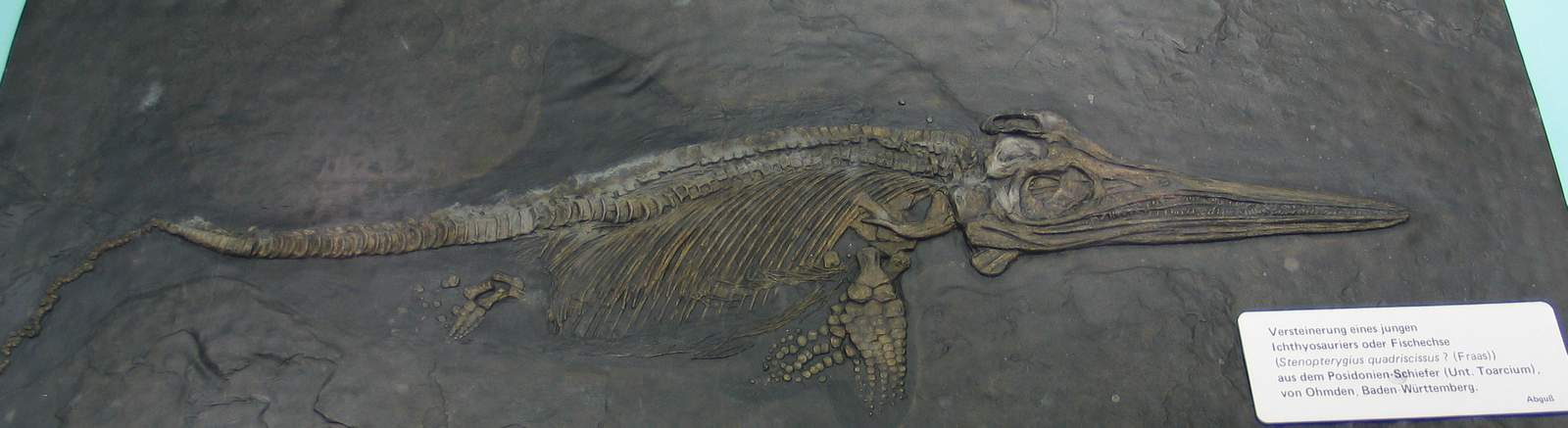
Fossil eines Ichthyosauriers
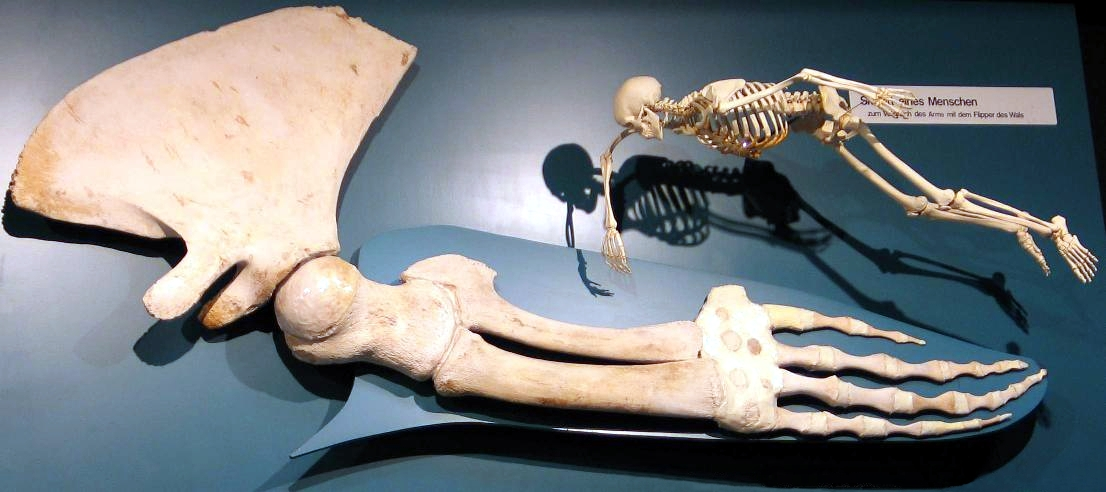
Finnwal-Flipper. Größenvergleich zum menschlichen Skelett.